# Oceania Rugby
Oceania Rugby, früher die Federation of Oceania Rugby Unions (FORU), ist der für Ozeanien zuständige Kontinentalverband für die Sportarten Rugby Union und Siebener-Rugby sowie einer von sechs kontinentalen Verbänden unterhalb des Weltverbandes World Rugby. Ihm sind 17 nationale Verbände angeschlossen, davon sind 14 Vollmitglieder und drei assoziierte Mitglieder. Oceania Rugby organisiert mehrere Wettbewerbe, darunter den Pacific Rugby Cup, den Pacific Nations Cup und den Oceania Rugby Cup. Da Siebener-Rugby eine olympische Sportart ist, arbeitet Oceania Rugby hier mit der Oceania National Olympic Committees zusammen.
Oceania Rugby wurde im Jahr 2000 als Federation of Oceania Rugby Unions gegründet.

## Mitglieder

Anzahl der registrierter Rugbyspieler in den Mitgliedsverbänden von Oceania Rugby (2019):
>200.000 Lizenzen
>100.000 Lizenzen
>40.000 Lizenzen
>20.000 Lizenzen
>10.000 Lizenzen
>5.000 Lizenzen
<5.000 Lizenzen

Vollmitglieder:
| - Amerikanisch-Samoa - Australien (RA) - Cookinseln - Fidschi (FIJ) - Neukaledonien - Neuseeland (NZR) - Niue | - Papua-Neuguinea - Salomonen - Samoa (RS) - Tahiti - Tonga (TRU) - Tuvalu - Vanuatu |

Assoziierte Mitglieder:
- Kiribati
- Nauru
- Wallis und Futuna